# Бестужев-Рюмин, Пётр Михайлович
Граф (с 1742) Пётр Миха́йлович Бесту́жев-Рюмин (7 (17) августа 1664 — 1743) — русский дипломат и политик, фаворит вдовствующей герцогини курляндской Анны Иоанновны (до Бирона), фактический глава правительства Курляндии в 1715—1728 годах.

## Биография
Родился 28 июля 1664 года в семье стольника Михаила Григорьевича Бестужева (1610—1684). В 1701 г. Пётр Бестужев и ближние его родичи получили от царя дозволение писаться Бестужевыми-Рюмиными. Из записок графа Миллера видно, что в этом году Пётр Михайлович был воеводой в Симбирске.
В 1705 году он был послан Петром в Вену и в Берлин. В 1712 году определён гофмейстером к вдовствующей герцогине Курляндской Анне Иоанновне для заведования и управления её делами. На этой должности он пробыл год с небольшим, а в 1713 году Бестужеву было велено отправиться в Гаагу для «присматривания», как сказано в указе, политических дел.
В 1715 году он был снова определён обер-гофмейстером ко двору Анны Иоанновны в Митаве, где занял преобладающее положение. В 1717 году старался доставить герцогство Курляндское вейсенфельдскому герцогу Иоанну, а в 1718 году бранденбургскому маркграфу Фридриху Вильгельму, но старания его были безуспешны и, кроме неудачи в этих делах, он получил в 1720 году запрещение вмешиваться в дела внутренние, а велено ему было исполнять только свои обязанности, донося о любопытных событиях рижскому генерал-губернатору, князю Репнину.
В 1725 году Бестужеву велено было приехать с герцогиней в Санкт-Петербург. В следующем году Бестужев содействовал избранию Морица Саксонского в герцоги Курляндские, но и тут последовала неудача: Мориц имел соперником всесильного Меншикова. Бестужев был выслан за это из Митавы, и только заступничество Анны Иоанновны спасло его от преследования Меншикова.
В 1728 году Бестужев был арестован и под стражею препровождён в Санкт-Петербург. Тогда обнаружилось его корыстолюбие, подтверждавшееся письмом самой Анны Иоанновны к Петру II, что «Бестужев-Рюмин расхитил управляемое им имение и ввел её в долги неуплатные». Несмотря на это, за него вступились два сына, бывшие тогда министрами при польском и датском дворах.
По вступлении на престол Анны Иоанновны, Пётр Михайлович был назначен губернатором в Нижний Новгород. Недовольный таким назначением, Бестужев высказывал недовольство, дошедшее до императрицы. Едва приехал он в губернию, как получил приказание отправиться в имение в селе Луковец (Вологодская область). По словам Манштейна, несчастие Бестужева произошло благодаря Бирону, который видел в нём соперника.
Ссылка его продолжалась до 29 августа 1737 года. В этом году, за верную службу сыновей, дозволено ему жить на свободе в Москве или в деревнях, где пожелает. В 1740 году впал в немилость младший сын Бестужева, но совершившая вскоре переворот императрица Елизавета Петровна пожаловала его вице-канцлером и возвела именным указом отца его, тайного советника Петра Михайловича Бестужева-Рюмина, с нисходящим его потомством, в день коронования своего 25 апреля (6 мая) 1742 года в графское достоинство Российской империи. Вскоре после этого граф Пётр Михайлович Бестужев скончался.

## Семья
В браке с Евдокией Ивановной, дочерью стольника Ивана Лукьяновича Талызина, в 1680 г. служившего воеводой в Таре, имел троих детей:
- Аграфену Петровну — супруг князь Никита Фёдорович Волконский;
- графа Михаила Петровича — супруга Анна Гавриловна Головкина, в первом браке — графиня Ягужинская;
- графа Алексея Петровича — супруга Анна Ивановна Беттихер.